# Jana Hlaváčová-Choděrová

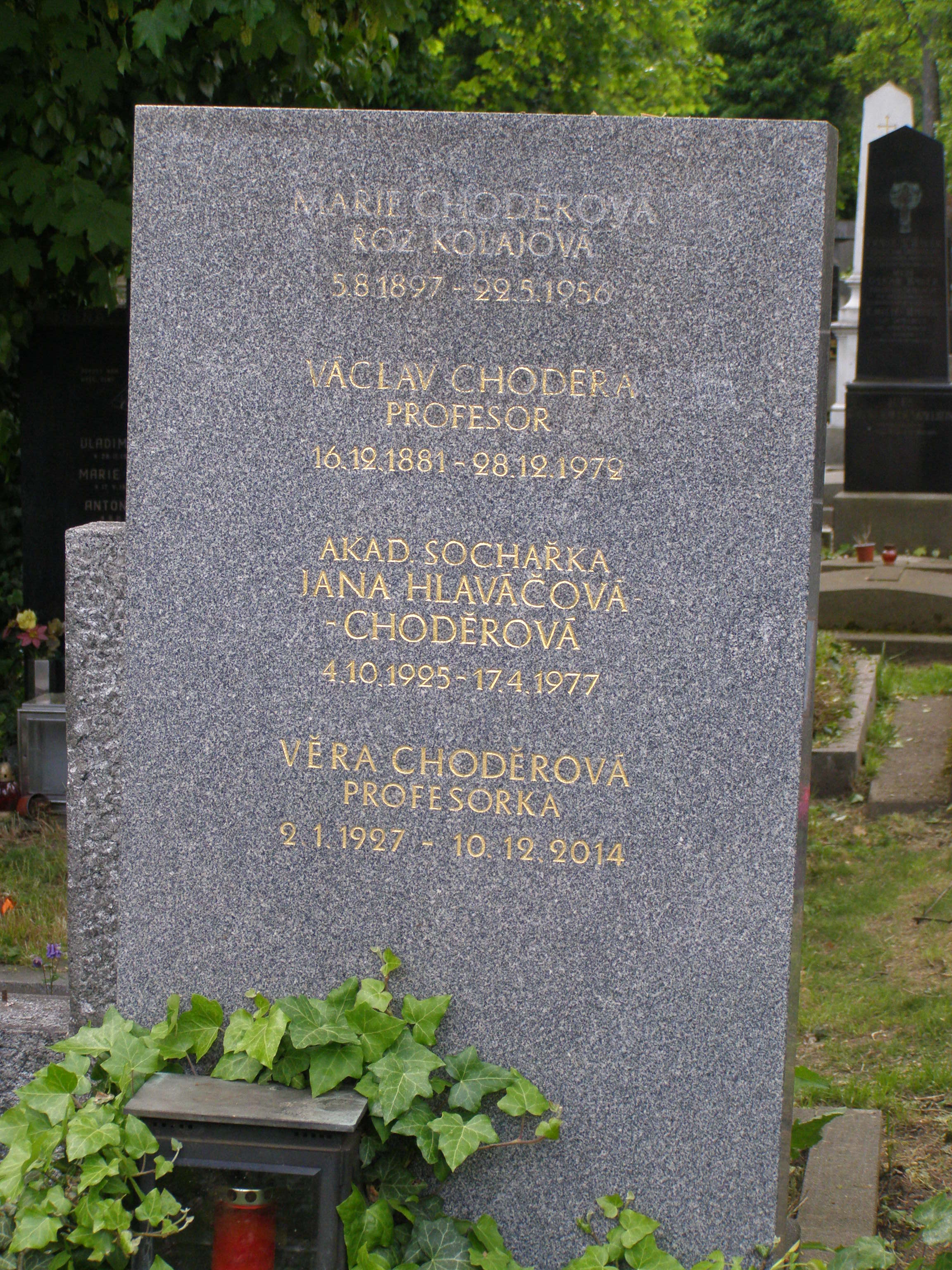
Hrob na hřbitově Malvazinky v Praze

Jana Hlaváčová (za svobodna Choděrová, 4. října 1925 Lukov – 17. dubna 1977 Praha) byla keramička a šperkařka klasického sochařského školení z Lukova, která celý svůj život tvořila v Praze.

## Život
Jana Hlaváčková-Choděrová se narodila 4. října 1925 v Lukově u Znojma. Od roku 1945 studovala výtvarnou výchovu na Pedagogické fakultě Univerzity Karlovy v Praze u profesora Karla Lidického. Poté od roku 1950 studovala na Akademii výtvarných umění v Praze u profesorů Jana Laudy a Karla Pokorného. Těsně se přátelila s jinými keramičkami, například s Danielou Vinopalovou. Ta byla její spolužačka z Univerzity Karlovy a v pražských Nuslích měly obě výtvarnice vedle sebe sousedící ateliéry. Podařilo se ji prorazit, jak v českém prostředí, tak i v západním Německu. Zemřela 17. dubna 1977 v Praze.

## Tvorba
S pomocí své tvorby zdůrazňovala hodnotu keramiky. Pro svou tvorbu používá šamotovou keramickou hmotu, která je méně plastická. Využívá její hrubý povrch, tekutost a specifické zabarvení v barvách země. Později začala využívat tvrdý, velmi čistý porcelán. Nepožívala keramický kruh a její výrobky ne vždy sloužily původnímu účelu.

## Výstavy

### Samostatné výstavy
- Galerie na Karlově náměstí, Praha 1963
- Galerie D, Praha 1967
- Galerie Hammer, západní Berlín 1967
- Renitenztheater, Stuttgart 1968
- Keramika, Středočeská galerie v Praze 1981

### Skupinové výstavy
- Mezinárodní veletrh uměleckých řemesel v Mnichově 1974
- Výtvarní umělci k 30. výročí osvobození Československa Sovětskou armádou, Praha 1975
- Karel Pokorný a jeho škola, Letohrádek královny Anny, Praha 1984

## Galerie

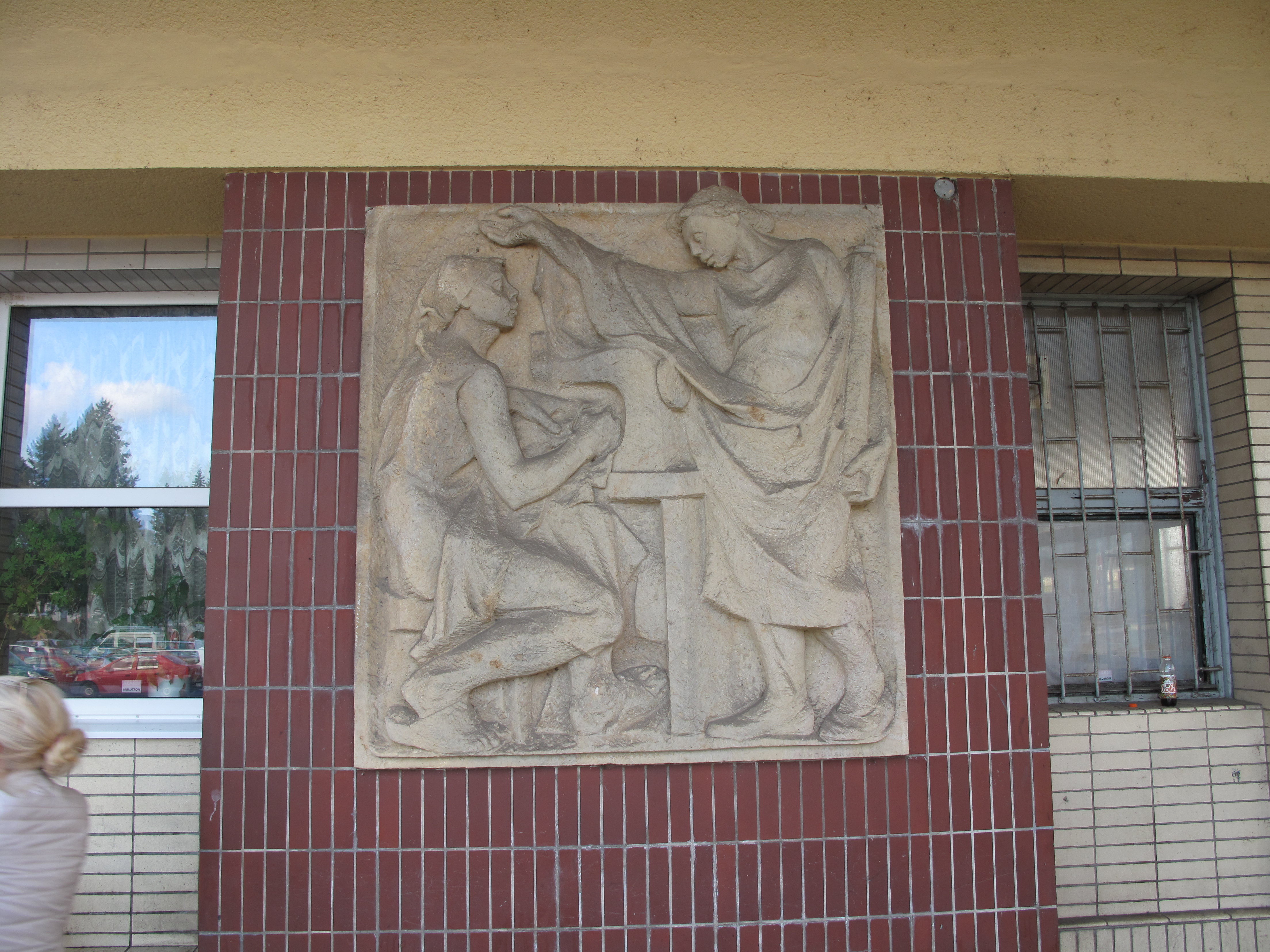
Pískovcový reliéf Textilní průmysl z roku 1958 na výpravní budově klatovkého nádraží
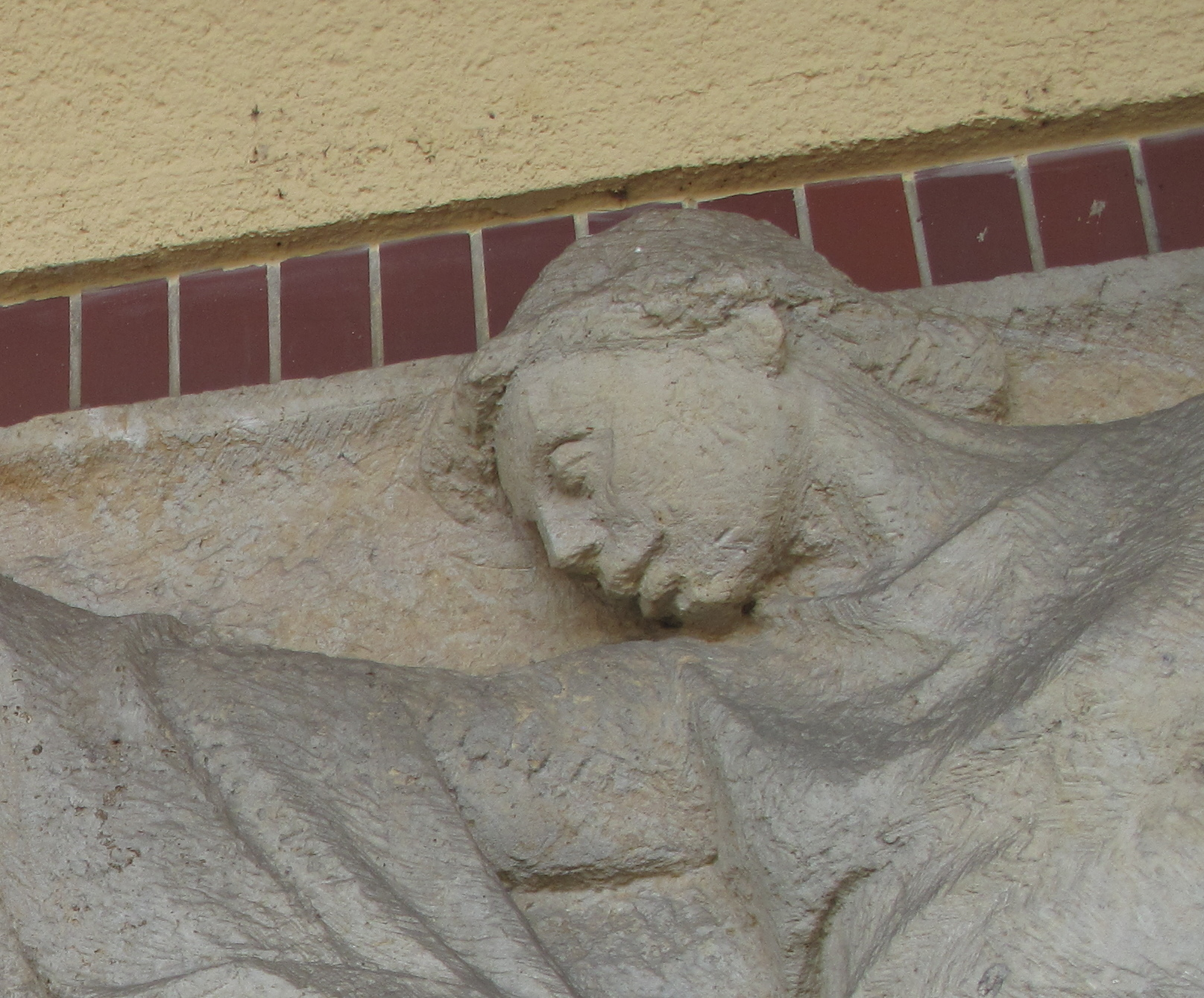
Detail klatovského reliéfu